# Anastassija Alexandrowna Dozenko
∞
Anastassija Alexandrowna Dozenko (russisch Анастасия Александровна Доценко; * 14. Oktober 1986 in Selenogorsk) ist eine russische Skilangläuferin.

## Werdegang
Dozenko trat von 2007 bis 2010 vorwiegend beim Eastern-Europe-Cup an. Dabei errang sie im Februar 2010 mit dem zweiten Platz beim Sprintrennen in Rybinsk ihre erste Podestplatzierung. Zu Beginn der Saison 2010/11 kam sie in Krasnogorsk mit dem Plätzen drei und zwei erneut aufs Podest. Ihr erstes Weltcuprennen lief sie im Januar 2010 in Rybinsk, welches sie mit dem 30. Platz im Sprint beendete. Sie gewann dabei ihren ersten Weltcuppunkt. Im Februar 2011 erreichte sie in Rybinsk mit dem achten Platz im Sprint ihre erste Top-Zehn-Platzierung im Skilanglauf-Weltcup. Ihre besten Resultate bei den nordischen Skiweltmeisterschaften 2011 in Oslo waren der 30. Platz im Sprint und der zehnte Rang im Teamsprint. Die Tour de Ski 2011/12 beendete sie auf dem 30. Platz in der Gesamtwertung. Bei den folgenden Sprintrennen in Rybinsk holte sie mit dem dritten Platz ihren ersten und bisher einzigen Podestplatz im Weltcup. Die Saison schloss sie auf den 26. Platz in der Weltcupgesamtwertung und den 17. Rang in der Sprintwertung ab. Zu Beginn der Saison 2012/13 belegte sie bei der Nordic Opening in Kuusamo, die sie vorzeitig beendete, bei der Sprintetappe den dritten Rang. Die Tour de Ski 2012/13 beendete sie auf dem 27. Platz. Zum Saisonende errang sie beim Weltcupfinale in Falun den 19. Platz und erreichte den 34. Platz im Gesamtweltcup. Bei den nordischen Skiweltmeisterschaften 2013 im Val di Fiemme belegte sie den 50. Platz über 10 km Freistil und den 15. Rang im Sprint. In der folgenden Saison kam sie im Weltcup sechsmal in die Punkteränge und holte in Krasnogorsk über 10 km klassisch ihren ersten Sieg im Eastern Europe Cup. Bei den Olympischen Winterspielen 2014 in Sotschi erreichte sie den 22. Platz im Sprint und den sechsten Rang zusammen mit Julija Iwanowa im Teamsprint. Nach Platz 22 bei der Nordic Opening in Lillehammer zu Beginn der Saison 2014/15, errang sie beim Eastern Europe Cup in Krasnogorsk den dritten Platz über 10 km Freistil und die Plätze zwei und eins im Sprint. Beim Weltcup in Rybinsk erreichte sie mit dem vierten Platz im Sprint ihre beste Einzelplatzierung der Weltcupsaison. Ihre besten Resultate bei den nordischen Skiweltmeisterschaften 2015 in Falun waren der 14. Platz im Sprint und der fünfte Rang im Teamsprint. Zum Saisonende kam sie auf den 33. Platz im Gesamtweltcup und auf den sechsten Rang in der Gesamtwertung des Eastern Europe Cups. In der Saison 2015/16 belegte sie den 26. Platz bei der Nordic Opening in Ruka und den 25. Rang bei der Tour de Ski 2016. Im Februar 2016 erreichte sie mit dem 16. Platz im Sprint in Drammen ihre beste Saisoneinzelplatzierung im Weltcup und errang beim Eastern Europe Cup in Syktywkar den zweiten Platz über 10 km Freistil. In der Saison 2021/22 errang sie mit je einen ersten, zweiten und dritten Platz den vierten Platz in der Gesamtwertung des Eastern-Europe-Cups.

## Siege bei Continental-Cup-Rennen
| Nr. | Datum             | Ort         | Disziplin        | Serie              |
| --- | ----------------- | ----------- | ---------------- | ------------------ |
| 1.  | 25. Dezember 2013 | Krasnogorsk | 10 km klassisch  | Eastern Europe Cup |
| 2.  | 27. Dezember 2014 | Krasnogorsk | Sprint klassisch | Eastern Europe Cup |
| 3.  | 24. Februar 2022  | Tjumen      | Sprint klassisch | Eastern Europe Cup |

## Platzierungen im Weltcup

### Weltcup-Statistik
Die Tabelle zeigt die erreichten Platzierungen im Einzelnen.
- 1.–3. Platz: Anzahl der Podiumsplatzierungen
- Top 10: Anzahl der Platzierungen unter den ersten zehn
- Punkteränge: Anzahl der Platzierungen innerhalb der Punkteränge
- Starts: Anzahl gelaufener Rennen in der jeweiligen Disziplin
- Hinweis: Bei den Distanzrennen erfolgt die Einordnung gemäß FIS.

| Platzierung               | Distanzrennen a | Distanzrennen a | Distanzrennen a | Distanzrennen a | Distanzrennen a | Skiathlon Verfolgung | Sprint | Etappen- rennen b | Gesamt | Team   | Team    |
| Platzierung               | ≤ 5 km          | ≤ 10 km         | ≤ 15 km         | ≤ 30 km         | > 30 km         | Skiathlon Verfolgung | Sprint | Etappen- rennen b | Gesamt | Sprint | Staffel |
| ------------------------- | --------------- | --------------- | --------------- | --------------- | --------------- | -------------------- | ------ | ----------------- | ------ | ------ | ------- |
| 1. Platz                  |                 |                 |                 |                 |                 |                      |        |                   |        |        |         |
| 2. Platz                  |                 |                 |                 |                 |                 |                      |        |                   |        |        |         |
| 3. Platz                  |                 |                 |                 |                 |                 |                      | 2      |                   | 2      |        |         |
| Top 10                    | 1               |                 |                 |                 |                 |                      | 5      |                   | 6      | 5      | 3       |
| Punkteränge               | 8               | 7               | 1               |                 |                 | 12                   | 25     | 5                 | 58     | 5      | 4       |
| Starts                    | 13              | 20              | 2               | 2               |                 | 21                   | 48     | 7                 | 113    | 5      | 4       |
| Stand: Saisonende 2021/22 |                 |                 |                 |                 |                 |                      |        |                   |        |        |         |

### Weltcup-Gesamtplatzierungen
| Saison  | Gesamt | Gesamt | Distanz | Distanz | Sprint | Sprint |
| Saison  | Punkte | Platz  | Punkte  | Platz   | Punkte | Platz  |
| ------- | ------ | ------ | ------- | ------- | ------ | ------ |
| 2009/10 | 1      | 129.   | -       | -       | 1      | 95.    |
| 2010/11 | 180    | 35.    | 54      | 38.     | 70     | 32.    |
| 2011/12 | 304    | 26.    | 75      | 39.     | 197    | 17.    |
| 2012/13 | 218    | 34.    | 61      | 40.     | 117    | 23.    |
| 2013/14 | 87     | 57.    | 10      | 70.     | 77     | 31.    |
| 2014/15 | 216    | 33.    | 48      | 46.     | 150    | 14.    |
| 2015/16 | 120    | 41.    | 65      | 32.     | 21     | 48.    |